# Doris Pole
Doris Pole (4 de junio de 1998) es una deportista croata que compite en taekwondo. Ganó una medalla de bronce en el Campeonato Mundial de Taekwondo de 2019 y una medalla de bronce en el Campeonato Europeo de Taekwondo de 2021.

## Palmarés internacional
| Campeonato Mundial | Campeonato Mundial       | Campeonato Mundial | Campeonato Mundial |
| Año                | Lugar                    | Medalla            | Categoría          |
| ------------------ | ------------------------ | ------------------ | ------------------ |
| 2019               | Mánchester (Reino Unido) | Medalla de bronce  | +73 kg             |
| Campeonato Europeo |                          |                    |                    |
| Año                | Lugar                    | Medalla            | Categoría          |
| 2021               | Sofía (Bulgaria)         | Medalla de bronce  | –73 kg             |